# Харитонов, Александр Павлович
Александр Павлович Харитонов (1940—1993) — русский советский художник, акварелист.

## Биография
Юность провёл в Сортавале.
В 1972 году закончил в Ленинграде Высшее художественно-промышленное училище имени В. И. Мухиной. С этого времени жил и работал в Петрозаводске. В 1976 году был принят в члены Союза художников СССР. После окончания художественной школы изучал византийские и древнерусские фрески и иконы.
Работы Харитонова представлены во многих музеях России (в частности музее изобразительных искусств Республики Карелия, музее-заповеднике «Кижи», Карельском государственном краеведческом музее, Валаамском музее-заповеднике).
Одним из главных принципов Харитонова являлось «изображать всё обыкновенное, то, что все мы видим каждый день, и делать его необыкновенным».
В 2007 году в его честь была открыта мемориальная доска в Петрозаводске.

## Участие в выставках
- Всесоюзные (1975, 1987)
- Всероссийская (1984)
- Автономий (1989)
- Север-1974-1989

Памятная доска в Петрозаводске, пр. Ленина д. 15

- Художников Республики Карелия в Ленинграде (1980)
- Художников Республики Карелия в Петрозаводске (ежегодные) — с 1972 г.
- ГДР (Нойбранденбург — 1977, 1983, 1985)
- Финляндия (Варкаус — 1976)
- Групповая, совместно с А. Власенко, А. Морозовым (Петрозаводск, 1988)
- Персональные — Петрозаводск (1983, 1991, 2010), Сортавала (2010)